# Dexia ogoa
Dexia ogoa là một loài ruồi trong họ Tachinidae.